# Liste der Orte im Landkreis Calw
Die Liste der Orte im Landkreis Calw listet die geographisch getrennten Orte (Ortsteile, Stadtteile, Dörfer, Weiler, Höfe, (Einzel-)Häuser) im Landkreis Calw auf.

## Systematische Liste
Alphabet der Städte und Gemeinden mit den zugehörigen Orten.
| - Altensteig mit den Stadtteilen Altensteig, Altensteigdorf, Berneck, Garrweiler, Hornberg, Spielberg, Überberg, Walddorf und Wart. - Zu Altensteig die Stadt Altensteig. - Zu Altensteigdorf das Dorf Altensteigdorf. - Zu Berneck das Dorf Berneck, der Weiler Bruderhaus und der Wohnplatz Bahnhof Berneck. - Zu Garrweiler das Dorf Garrweiler, der Ort Fischhaus und der Wohnplatz Kohlsägmühle. - Zu Hornberg das Dorf Hornberg, die Burgruine Burg Hornberg und der Wohnplatz Baiermühle. - Zu Spielberg das Dorf Spielberg und der Wohnplatz Ziegelhütte. - Zu Überberg die Weiler Heselbronn, Lengenloch und Zumweiler. - Zu Walddorf das Dorf Walddorf, der Weiler Monhardt und die Orte Chausseehaus und Elektrizitätswerk. - Zu Wart das Dorf Wart. - Althengstett mit den Gemeindeteilen Althengstett, Neuhengstett und Ottenbronn. - Zu Althengstett das Dorf Althengstett. - Zu Neuhengstett das Dorf Neuhengstett. - Zu Ottenbronn das Dorf Ottenbronn. - Bad Herrenalb mit den Stadtteilen Bad Herrenalb, Bernbach, Neusatz und Rotensol. - Zu Bad Herrenalb die Stadt Bad Herrenalb, die Weiler Aschenhütte, Gaistal, Kullenmühle, Steinhäusle und Zieflesberg. - Zu Bernbach das Dorf Bernbach und der Wohnplatz Hardtscheuer. - Zu Neusatz das Dorf Neusatz. - Zu Rotensol das Dorf Rotensol und die Wohnplätze Dobeltal und Steinhäusle. - Bad Liebenzell mit den Stadtteilen Bad Liebenzell, Beinberg, Maisenbach, Möttlingen, Monakam, Unterhaugstett und Unterlengenhardt. - Zu Bad Liebenzell die Stadt Bad Liebenzell und die Wohnplätze Monbachtal und Maisenbacher Sägemühle. - Zu Beinberg das Dorf Beinberg. - Zu Maisenbach das Dorf Maisenbach und die Siedlung Zainen. - Zu Möttlingen die Siedlung Möttlingen und das Gehöft Georgenau. - Zu Monakam das Dorf Monakam. - Zu Unterhaugstett das Dorf Unterhaugstett. - Zu Unterlengenhardt das Dorf Unterlengenhardt. - Bad Teinach-Zavelstein mit den Stadtteilen Bad Teinach, Emberg, Rötenbach, Schmieh, Sommenhardt und Zavelstein. - Zu Bad Teinach der Ort Bad Teinach. - Zu Emberg das Dorf Emberg und der Wohnplatz Wilhelmshöhe. - Zu Rötenbach das Dorf Rötenbach. - Zu Schmieh das Dorf Schmieh und der Ort Kollwanger Sägmühle. - Zu Sommenhardt das Dorf Sommenhardt, die Weiler Kentheim und Lützenhardt und der Wohnplatz Teinachtal. - Zu Zavelstein die Stadt Zavelstein. - Bad Wildbad mit den Stadtteilen Aichelberg, Calmbach und Wildbad im Schwarzwald. - Zu Aichelberg das Dorf Aichelberg, die Weiler Hünerberg und Meistern und die Orte Aichelberger Sägmühle, „Kälbermühle, Pumpwerk“ und Rehmühle. - Zu Calmbach das Dorf Calmbach und der Ort Tannmühle. - Zu Wildbad im Schwarzwald die Stadt Wildbad im Schwarzwald, die Weiler Christophshof, Nonnenmiss und Sprollenhaus, die Orte Grünhütte, Kälbermühle, Kleinenzhof, Lautenhof, Sommerberg, das Gehöft Kohlhäusle und die Wohnplätze Rollwasser und Sprollenmühle. - Calw mit den Stadtteilen Altburg, Calw, Hirsau, Holzbronn und Stammheim. - Zu Altburg das Dorf Altburg und die Weiler Oberriedt, Speßhardt, Spindlershof und Weltenschwann. - Zu Calw die Stadt Calw, das Dorf Alzenberg, die Orte Heumaden, Schützenhaus und Wimberg und der Wohnplatz Tanneneck. - Zu Hirsau Kloster und Siedlung Hirsau, der Weiler Ernstmühl, die Orte Bleiche (Kurhaus) und Lützenhardt und der Wohnplatz Kleinmuldbach. - Zu Holzbronn das Dorf Holzbronn und der Wohnplatz Talmühle. - Zu Stammheim das Dorf Stammheim, die Orte Bahnhof Bad Teinach, Baumwollspinnerei Calw, die Höfe Hof Dicke und Hof Waldeck und die Wohnplätze Obere Mühle, Öländerle, Ölmühle, Rehgrundklinge und Untere Mühle. - Dobel mit dem Dorf Dobel und den Orten Eyachmühle und Lehensägmühle. - Ebhausen mit den Gemeindeteilen Ebershardt, Ebhausen, Rotfelden und Wenden. - Zu Ebershardt das Dorf Ebershardt. - Zu Ebhausen das Dorf Ebhausen. - Zu Rotfelden das Dorf Rotfelden, der Ort Ziegelhütte, das Gehöft Gärtenfeld und der Wohnplatz Schwarzenbachmühle. - Zu Wenden das Dorf Wenden. - Egenhausen mit dem Dorf Egenhausen, dem Ort Ölmühle und dem Wohnplatz Kapf. - Enzklösterle mit dem Dorf Enzklösterle, den Weilern Gompelscheuer, Lappach, Mittelenztal, Poppeltal, Rohnbach und Süßbächle und der Ort Hetschelhof. | - Gechingen mit dem Dorf Gechingen und den Orten Berghöfe, Bergwald, Dachtgrubenhöfe und Waldhof. - Haiterbach mit den Stadtteilen Beihingen, Haiterbach, Oberschwandorf und Unterschwandorf. - Zu Beihingen das Dorf Beihingen und das Gehöft Gründelhof. - Zu Haiterbach die Stadt Haiterbach und der Weiler Altnuifra. - Zu Oberschwandorf das Dorf Oberschwandorf. - Zu Unterschwandorf das Dorf Unterschwandorf und der Wohnplatz Schloß Unterschwandorf. - Höfen an der Enz mit dem Dorf Höfen an der Enz. - Ostelsheim mit dem Dorf Ostelsheim und dem Ort Sägewerk. - Nagold mit den Stadtteilen Emmingen, Gündringen, Hochdorf, Mindersbach, Nagold, Pfrondorf, Schietingen und Vollmaringen. - Zu Emmingen das Dorf Emmingen und das Gehöft Kühlenberg. - Zu Gündringen das Dorf Gündringen und das Gehöft Dürrenhardt. - Zu Hochdorf das Dorf Hochdorf. - Zu Mindersbach das Dorf Mindersbach. - Zu Nagold die Stadt Nagold, das Dorf Iselshausen, die Orte „Rötenbach, Heilstätte“, Talhof, Waldhof und Wasserhof und die Wohnplätze Burghof, Ölmühle und Rötenhöhe. - Zu Pfrondorf das Dorf Pfrondorf, der Ort Pfrondorfer Mühle und der Wohnplatz Im Tufstein. - Zu Schietingen das Dorf Schietingen. - Zu Vollmaringen das Dorf Vollmaringen. - Neubulach mit den Stadtteilen Altbulach, Liebelsberg, Martinsmoos, Neubulach und Oberhaugstett. - Zu Altbulach das Dorf Altbulach, die Weiler Kohlerstal und Seitzental und die Orte Elektrizitätswerk und Marmorwerk. - Zu Liebelsberg das Dorf Liebelsberg, der Ort Lautenbachhof und der Wohnplatz Teinachtal. - Zu Martinsmoos das Dorf Martinsmoos. - Zu Neubulach die Stadt Neubulach und der Ort Lochsägmühle. - Zu Oberhaugstett das Dorf Oberhaugstett. - Neuweiler mit den Gemeindeteilen Agenbach, Breitenberg, Gaugenwald, Neuweiler, Oberkollwangen und Zwerenberg. - Zu Agenbach das Dorf Agenbach und der Ort Agenbacher Sägmühle. - Zu Breitenberg die Siedlung Breitenberg und die Orte Dachshof, Glasmühle und Weikenmühle. - Zu Gaugenwald das Dorf Gaugenwald und der Wohnplatz Aisbach. - Zu Neuweiler das Dorf Neuweiler und der Weiler Hofstett. - Zu Oberkollwangen das Dorf Oberkollwangen. - Zu Zwerenberg das Dorf Zwerenberg. - Oberreichenbach mit den Gemeindeteilen Igelsloch, Oberkollbach, Oberreichenbach und Würzbach. - Zu Igelsloch das Dorf Igelsloch und das Gehöft Unterkollbach. - Zu Oberkollbach das Dorf Oberkollbach. - Zu Oberreichenbach das Dorf Oberreichenbach und der Weiler Siehdichfür. - Zu Würzbach das Dorf Würzbach und der Weiler Naislach. - Rohrdorf mit dem Dorf Rohrdorf. - Schömberg mit den Gemeindeteilen Bieselsberg, Langenbrand, Oberlengenhardt, Schömberg und Schwarzenberg. - Zu Bieselsberg das Dorf Bieselsberg und der Wohnplatz Untere Mühle. - Zu Langenbrand das Dorf Langenbrand. - Zu Oberlengenhardt das Dorf Oberlengenhardt. - Zu Schömberg das Dorf Schömberg, der Ort Bühlhof und der Wohnplatz Charlottenhöhe. - Zu Schwarzenberg das Dorf Schwarzenberg und der Ort Schwarzenberger Sägmühle. - Simmersfeld mit den Gemeindeteilen Aichhalden, Beuren, Ettmannsweiler, Fünfbronn und Simmersfeld. - Zu Aichhalden das Dorf Aichhalden und der Weiler Oberweiler. - Zu Beuren das Dorf Beuren und der Ort Neumühle. - Zu Ettmannsweiler das Dorf Ettmannsweiler. - Zu Fünfbronn das Dorf Fünfbronn. - Zu Simmersfeld das Dorf Simmersfeld. - Simmozheim mit dem Dorf Simmozheim und dem Gehöft Büchelbronn. - Unterreichenbach mit den Gemeindeteilen Kapfenhardt und Unterreichenbach. - Zu Kapfenhardt das Dorf Kapfenhardt und der Ort Obere Mühle. - Zu Unterreichenbach das Dorf Unterreichenbach und die Siedlung Dennjächt. - Wildberg mit den Stadtteilen Effringen, Gültlingen, Schönbronn, Sulz am Eck und Wildberg. - Zu Effringen das Dorf Effringen, der Ort Trölleshof und der Wohnplatz Ziegelhütte (mit Effringen zusammengewachsen). - Zu Gültlingen das Dorf Gültlingen, das Gehöft Haselstall und die Wohnplätze Lerchenberg, Obere Papiermühle, Untere Papiermühle und Untere Sägemühle. - Zu Schönbronn das Dorf Schönbronn. - Zu Sulz am Eck das Dorf Sulz am Eck. - Zu Wildberg die Stadt Wildberg, die ehemalige Klosteranlage Reutin und die Höfe Käpfleshöfe und Kengelhöfe. |

## Alphabetische Liste
In Fettschrift erscheinen die Orte, die namengebend für die Gemeinde sind, in Kursivschrift Einzelhäuser, Häusergruppen, Burgen, Schlösser und Höfe. Zusätzliche bestehende kleine Orte nach der Quelle www.leo-bw.de werden dort in aller Regel nicht wie in der Listengrundlage nach Weiler/Siedlung/Wohnplatz usw. differenziert, sondern einheitlich als Wohnplatz klassifiziert, dieser Ortsteiltyp wird hier entsprechend kursiviert übernommen.
| - Agenbach zu Neuweiler - Agenbacher Sägmühle zu Neuweiler - Aichelberg zu Bad Wildbad - Aichelberger Sägmühle zu Bad Wildbad - Aichhalden zu Simmersfeld - Aisbach zu Neuweiler - Altbulach zu Neubulach - Altburg zu Calw - Altensteig - Altensteigdorf zu Altensteig - Althengstett - Altnuifra zu Haiterbach - Alzenberg zu Calw - Aschenhütte zu Bad Herrenalb - Bad Herrenalb - Bad Liebenzell - Bad Teinach zu Bad Teinach-Zavelstein - Bahnhof Bad Teinach zu Calw - Bahnhof Berneck zu Altensteig - Baiermühle zu Altensteig - Baumwollspinnerei Calw zu Calw - Beihingen zu Haiterbach - Beinberg zu Bad Liebenzell - Berghöfe zu Gechingen - Bergwald zu Gechingen - Berneck zu Altensteig - Bernbach zu Bad Herrenalb - Beuren zu Simmersfeld - Bieselsberg zu Schömberg - Bleiche (Kurhaus) zu Calw - Breitenberg zu Neuweiler - Bruderhaus zu Altensteig - Büchelbronn zu Simmozheim - Bühlhof zu Schömberg - Burg Hornberg zu Altensteig - Burghof zu Nagold - Calmbach zu Bad Wildbad - Calw - Charlottenhöhe zu Schömberg - Chausseehaus zu Altensteig - Christophshof zu Bad Wildbad - Dachshof zu Neuweiler - Dachtgrubenhöfe zu Gechingen - Dennjächt zu Unterreichenbach - Dobel - Dobeltal zu Bad Herrenalb - Dürrenhardt zu Nagold - Ebershardt zu Ebhausen - Ebhausen - Effringen zu Wildberg - Egenhausen - Elektrizitätswerk zu Neubulach - Elektrizitätswerk zu Altensteig - Emberg zu Bad Teinach-Zavelstein - Emmingen zu Nagold - Enzklösterle - Ernstmühl zu Calw - Ettmannsweiler zu Simmersfeld - Eyachmühle zu Dobel - Fischhaus zu Altensteig - Fünfbronn zu Simmersfeld - Gaistal zu Bad Herrenalb - Garrweiler zu Altensteig - Gärtenfeld zu Ebhausen - Gaugenwald zu Neuweiler - Gechingen - Georgenau zu Bad Liebenzell - Glasmühle zu Neuweiler - Gompelscheuer zu Enzklösterle - Gründelhof zu Haiterbach - Grünhütte zu Bad Wildbad - Gültlingen zu Wildberg - Gündringen zu Nagold - Haiterbach - Hardtscheuer zu Bad Herrenalb - Haselstall zu Wildberg - Heselbronn zu Altensteig - Hetschelhof zu Enzklösterle - Heumaden zu Calw - Hirsau zu Calw - Hochdorf zu Nagold - Hof Dicke zu Calw - Hof Waldeck zu Calw - Höfen an der Enz - Hofstett zu Neuweiler - Holzbronn zu Calw - Hornberg zu Altensteig - Hünerberg zu Bad Wildbad - Igelsloch zu Oberreichenbach - Im Tufstein zu Nagold - Iselshausen zu Nagold - Kälbermühle zu Bad Wildbad - Kälbermühle, Pumpwerk zu Bad Wildbad - Kapf zu Egenhausen - Kapfenhardt zu Unterreichenbach - Käpfleshöfe zu Wildberg - Kengelhöfe zu Wildberg - Kentheim zu Bad Teinach-Zavelstein - Kleinenzhof zu Bad Wildbad - Kleinmuldbach zu Calw - Kohlerstal zu Neubulach - Kohlhäusle zu Bad Wildbad - Kohlsägmühle zu Altensteig - Kollwanger Sägmühle zu Bad Teinach-Zavelstein - Kühlenberg zu Nagold - Kullenmühle zu Bad Herrenalb - Langenbrand zu Schömberg - Lappach zu Enzklösterle - Lautenbachhof zu Neubulach - Lautenhof zu Bad Wildbad - Lehensägmühle zu Dobel - Lengenloch zu Altensteig - Lerchenberg zu Wildberg - Liebelsberg zu Neubulach - Lochsägmühle zu Neubulach - Lützenhardt zu Bad Teinach-Zavelstein - Lützenhardt zu Calw | - Maisenbach zu Bad Liebenzell - Maisenbacher Sägemühle zu Bad Liebenzell - Marmorwerk zu Neubulach - Martinsmoos zu Neubulach - Meistern zu Bad Wildbad - Mindersbach zu Nagold - Mittelenztal zu Enzklösterle - Monakam zu Bad Liebenzell - Monbachtal zu Bad Liebenzell - Monhardt zu Altensteig - Möttlingen zu Bad Liebenzell - Nagold - Naislach zu Oberreichenbach - Neubulach - Neuhengstett zu Althengstett - Neumühle zu Simmersfeld - Neusatz zu Bad Herrenalb - Neuweiler - Obere Mühle zu Unterreichenbach - Obere Mühle zu Calw - Obere Papiermühle zu Wildberg - Oberhaugstett zu Neubulach - Oberkollbach zu Oberreichenbach - Oberkollwangen zu Neuweiler - Oberlengenhardt zu Schömberg - Oberreichenbach - Oberriedt zu Calw - Oberschwandorf zu Haiterbach - Oberweiler zu Simmersfeld - Öländerle zu Calw - Ölmühle zu Egenhausen - Ölmühle zu Calw - Ölmühle zu Nagold - Ostelsheim - Ottenbronn zu Althengstett - Pfrondorf zu Nagold - Pfrondorfer Mühle zu Nagold - Poppeltal zu Enzklösterle - Rehgrundklinge zu Calw - Rehmühle zu Bad Wildbad - Reutin zu Wildberg - Rohnbach zu Enzklösterle - Rohrdorf - Rollwasser zu Bad Wildbad - Rötenbach zu Bad Teinach-Zavelstein - Rötenbach, Heilstätte zu Nagold - Rötenhöhe zu Nagold - Rotensol zu Bad Herrenalb - Rotfelden zu Ebhausen - Sägewerk zu Ostelsheim - Schietingen zu Nagold - Schloß Unterschwandorf zu Haiterbach - Schmieh zu Bad Teinach-Zavelstein - Schömberg - Schönbronn zu Wildberg - Schützenhaus zu Calw - Schwarzenbachmühle zu Ebhausen - Schwarzenberg zu Schömberg - Schwarzenberger Sägmühle zu Schömberg - Seitzental zu Neubulach - Siehdichfür zu Oberreichenbach - Simmersfeld - Simmozheim - Sommenhardt zu Bad Teinach-Zavelstein - Sommerberg zu Bad Wildbad - Speßhardt zu Calw - Spielberg zu Altensteig - Spindlershof zu Calw - Sprollenhaus zu Bad Wildbad - Sprollenmühle zu Bad Wildbad - Stammheim zu Calw - Steinhäusle zu Bad Herrenalb - Steinhäusle zu Bad Herrenalb vormals Rotensol - Sulz am Eck zu Wildberg - Süßbächle zu Enzklösterle - Talhof zu Nagold - Talmühle zu Calw - Tanneneck zu Calw - Tannmühle zu Bad Wildbad - Teinachtal zu Bad Teinach-Zavelstein - Teinachtal zu Neubulach - Trölleshof zu Wildberg - Untere Mühle zu Calw - Untere Mühle zu Schömberg - Untere Papiermühle zu Wildberg - Untere Sägemühle zu Wildberg - Unterhaugstett zu Bad Liebenzell - Unterkollbach zu Oberreichenbach - Unterlengenhardt zu Bad Liebenzell - Unterreichenbach - Unterschwandorf zu Haiterbach - Vollmaringen zu Nagold - Walddorf zu Altensteig - Waldhof zu Gechingen - Waldhof zu Nagold - Wart zu Altensteig - Wasserhof zu Nagold - Weikenmühle zu Neuweiler - Weltenschwann zu Calw - Wenden zu Ebhausen - Wildbad im Schwarzwald zu Bad Wildbad - Wildberg - Wilhelmshöhe zu Bad Teinach-Zavelstein - Wimberg zu Calw - Würzbach zu Oberreichenbach - Zainen zu Bad Liebenzell - Zavelstein zu Bad Teinach-Zavelstein - Zieflesberg zu Bad Herrenalb - Ziegelhütte zu Ebhausen - Ziegelhütte zu Altensteig - Ziegelhütte zu Wildberg - Zumweiler zu Altensteig - Zwerenberg zu Neuweiler |